# Премія «Кіноколо» за найкращий документальний фільм
Премія «Кіноколо» за найкращий короткометражний ігровий фільм — одна з кінематографічних нагород, що надається в рамках Національної премії кінокритиків «Кіноколо». Премію присуджують найкращому короткометражному ігровому фільму українського виробництва починаючи з першої церемонії вручення нагород премії 2018 року. Премією нагороджується режисер та/або продюсер фільму
Першим переможцем у цій номінації став фільм «Дельта» режисера Олександра Течинського.

## Переможці та номінанти
Нижче наведено список фільмів, які отримали цю премію, а також номінанти. ★ Імена переможців виділені окремим кольором

## 2010-ті
| Церемонії   | Назва фільму                                | Режисер(и)                | Продюсер(и)                                         | Країна              |
| ----------- | ------------------------------------------- | ------------------------- | --------------------------------------------------- | ------------------- |
| 1-ша (2018) | ★ «Дельта»                                  | Олександр Течинський      | Юлія Сердюкова, Геннадій Кофман, Кирило Красовський | Україна · Німеччина |
| 1-ша (2018) | «Міф»                                       | Леонід Кантер, Іван Ясній | Леонід Кантер, Катерина Мізіна                      | Україна             |
| 1-ша (2018) | «Будинок „Слово“»                           | Тарас Томенко             | Юлія Чернявська, Олег Щербина                       | Україна             |
| 1-ша (2018) | «Михайло і Даниїл»                          | Андрій Загданський        | Геннадій Кофман                                     | Україна · США       |
| 2-га (2019) | ★ «Співає Івано-Франківськтеплокомуненерго» | Надія Парфан              | Ілля Гладштейн                                      | Україна             |
| 2-га (2019) | «Божественні»                               | Роман Бордун              | Роман Бордун                                        | Україна             |
| 2-га (2019) | «Тато — мамин брат»                         | Вадим Ільков              | Валентин Васянович, Ія Мислицька, Дар'я Бассель     | Україна             |
| 2-га (2019) | «Панорама»                                  | Юрій Шилов,               | Геннадій Кофман                                     | Україна             |

## 2020-ті
| Церемонії    | Назва фільму                     | Режисер(и)                 | Продюсер(и)      | Країна        |
| ------------ | -------------------------------- | -------------------------- | ---------------- | ------------- |
| 3-тя (2020). | ★«Земля блакитна, ніби апельсин» | Ірина Цілик                | Анна Капустіна   | Україна Литва |
| 3-тя (2020). | «В.Сильвестров»                  | Сергій Буковський          | Геннадій Кофман  | Україна       |
| 3-тя (2020). | «Зарваниця»                      | Роман Хімей, Ярема Малащук | Валерія Сочивець | Україна       |
| 3-тя (2020). | «Поїзд: Київ-Війна»              | Корній Грицюк              | Сергій Пудіч     | Україна       |